# Linia kolejowa 54 Kaposvár – Szigetvár
Linia kolejowa Kaposvár – Szigetvár – linia kolejowa na Węgrzech. Jest to linia jednotorowa, w całości niezelektryfikowana. Łączy stację Kaposvár z Szigetvár. Obecnie jest wyłączona z użytku i rozebrana.

## Historia
Linia kolejowa została otwarta 1 listopada 1900.